# Heteropoda nobilis
Heteropoda nobilis là một loài nhện trong họ Sparassidae.
Loài này thuộc chi Heteropoda. Heteropoda nobilis được Ludwig Carl Christian Koch miêu tả năm 1875.